# Jan Komar
Jan Komar (ur. 1978) – polski kompozytor muzyki filmowej i teatralnej, producent muzyczny.
Związany z Warszawą. Studiował na Collegium Civitas. Prowadzi studio nagrań. W 2019 nominowany do Nagrody za najlepszą autorską muzykę do polskiej produkcji na Festiwalu Muzyki Filmowej w Krakowie. W 2023 nominowany do Orła za najlepszą muzykę. Członek Stowarzyszenia Filmowców Polskich. Członek ZAiKS.

## Muzyka filmowa i teatralna
- 2023 – Doppelgänger. Sobowtór
- 2023 – Pati
- 2023 – Rojst Millenium
- 2022 – Apokawixa
- 2022 – Wielka woda
- 2021 – Rojst 97
- 2020 – Wyzwanie
- 2019 – Żona łysego
- 2018 – Rojst
- 2016 – Mój czas
- 2015 – Panie Dulskie
- 2012 – Aida
- 2011 – Chomik
- 2010 – Bon Appetit
- 2009 – Incydent
- 2009 – Wojna polsko-ruska
- 2009 – Ostatnia akcja
- 2009 – Funio, Szefunio i reszta… czyli dzieciaki ratują świat
- 2009 – Przystań
- 2008 – Niech żyje pogrzeb!!!
- 2008 – Na kredyt
- 2007 – Słońce i cień
- 2007 – Krasicki reaktywacja
- 2006 – Sztuka masażu
- 2006 – Śląski interes
- 2006 – Chaos
- 2005 – Pajęczyna szczęścia
- 2005 – Młoda para
- 2004 – Ślub
- 2003 – Anioł
- 2002 – Film życia – Paweł i Ewa
- 2000 – Rozdziobią nas kruki, wrony

## Produkcja muzyczna, realizacja nagrań
- 2015 – Marcelina – Gonić burzę (realizacja nagrań, miks)
- 2013 – Natalia Przybysz – Kozmic Blues: Tribute to Janis Joplin (produkcja)